# Tibor Csík
Tibor Csík (n. 2 septembrie 1927, Jászberény, Județul Jász-Nagykun-Szolnok, Ungaria – d. 22 iunie 1976, Sydney, Noul Wales de Sud, Australia) a fost un boxer ce a reprezentat Ungaria, medaliat olimpic. A participat la o ediție a Jocurilor Olimpice (1948) în care a câștigat o medalie de aur.

## Participări
Lista de mai jos prezintă principalele competiții la care a participat Tibor Csík de-a lungul carierei.
- boxing at the 1948 Summer Olympics – bantamweight[*]